# Pont de la Liberté (Venise)
Pour les articles homonymes, voir Pont de la Liberté.
Le pont de la Liberté, ou Ponte della Libertà en italien, relie la ville de Venise à la terre ferme. 

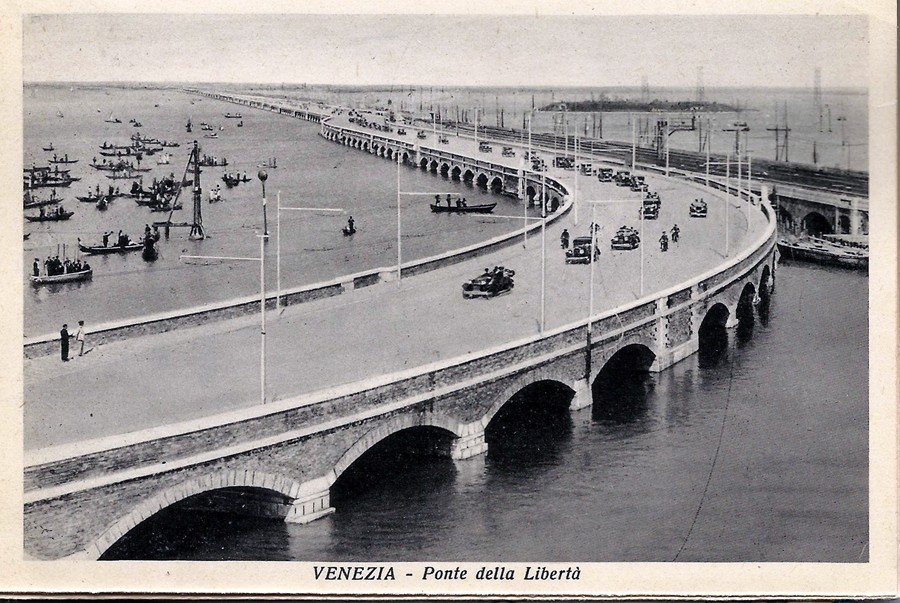
Inauguration du pont de la Liberté à Venise.

Il a été construit sur un projet de l'ingénieur Eugenio Miozzi, entre 1931 et 1933, année de son inauguration par Benito Mussolini sous le nom de Ponte Littorio (« Pont du licteur »). Il constitue l'unique voie d'accès au chef-lieu de la Vénétie pour le trafic automobile.
À la fin de la Seconde Guerre mondiale, il fut rebaptisé pont de la Liberté en honneur de la libération contre les Nazis et les fascistes.
Le pont, qui constitue l'aboutissement de la route SR11 (connectée à l'autoroute A4 Milan-Trieste), est long de 3 850 mètres. Il offre deux voies dans les deux sens et ne possède pas de voie d'urgence.
À son débouché à l'intérieur de Venise, derrière la gare de Venise-Santa-Lucia puisque le pont du chemin de fer (pont des Lagunes) lui est parallèle, il ne donne accès qu'au Piazzale Roma où se trouve la gare routière de Venise, aux garages situés dans la zone portuaire et au parking du Tronchetto.